# Ściana murowana
Ściana murowana – ściana zbudowana z jednego materiału, często wykończona tynkiem lub płytami. Rozróżnia się trzy podstawowe ścian murowanych:
- ściany kamienne
- ściany ceglane
- ściany z bloczków i pustaków

## Ściany kamienne
Do wznoszenia murów kamiennych stosuje się kamień naturalny nieobrobiony. Jest to najczęściej kamień polny występujący na terenie całej Polski. Stosowany jest do murów dzikich o nieregularnych kształtach i wymiarach. Ma kształt nieregularnej bryły i stosowany jest do budowania fundamentów i ścian o nieregularnych kształtach i wymiarach i do budowy dróg. Może być również przerobiony na kruszywa do zapraw murarskich i betonowych. Kamień może być sortowany lub niesortowany. Do budowania fundamentów i murów używa się kamienia sortowanego.  